# III Światowy Kongres Młodzieży
III Światowy Kongres Młodzieży (3rd World Youth Congress) odbywał się w Szkocji od 30 lipca do 7 sierpnia 2005. W Kongresie wzięło udział 600 młodych aktywistów społecznych - działaczy organizacji pozarządowych i charytatywnych - ze 150 krajów. Wszyscy byli w wieku 18-25 lat. Wybrano ich spośród ponad 4000 chętnych, którzy przesłali swoje aplikacje. Ich poczynania na konferencji obserwowało i opisywało 42 młodych dziennikarzy, którzy musieli mieścić się w tym samym przedziale wiekowym, co delegaci, i zostali wybrani w podobnej procedurze.
Głównym miejscem odbywania się Kongresu był kampus Uniwersytetu w Stirling, ale delegaci brali też udział w działaniach terenowych w całej Szkocji, zaś uroczyste zamknięcie konferencji odbyło się w gmachu Szkockiego Parlamentu w Edynburgu.
Wśród biorących udział w Kongresie młodych ludzi znalazło się czworo Polaków: dwoje z nich w charakterze delegatów i dwoje jako młodzi dziennikarze.
Głównymi organizatorami były PeaceChild International oraz Szkocka Egzekutywa.